# Chris Farlowe
Chris Farlowe, nome d'arte di John Henry Deighton (Londra, 13 ottobre 1940), è un cantante britannico noto per la sua carriera solista (Chris Farlowe and the Thunderbirds), nonché come ex cantante di Atomic Rooster e attuale dei Colosseum.
Il suo singolo di maggior successo è stato Out of Time (1966), canzone scritta da Mick Jagger e Keith Richards incisa anche dai Rolling Stones, primo nelle classifiche del Regno Unito.

## Biografia
Farlowe ha iniziato la carriera musicale nel periodo dello Skiffle con i The John Henry Skiffle Group nel 1957, per poi entrare nelle band di Rhythm and blues britannico The Johnny Burns Rhythm e Blues Quartet nel 1958. Nel 1959 entrò a far parte dei Chris Farlowe and the Thunderbirds, con i quali pubblicò cinque singoli. Il suo primo e più grande successo commerciale fu Out of Time, cover di una canzone dei Rolling Stones, che vedeva il patrocinio di Mick Jagger, arrivata in vetta alla classifica dei singoli nel Regno Unito nel luglio 1966. In seguito Farlowe sciolse la band dopo alcuni altri 45 giri.
Ha inciso con Alexis Korner e dal 1970 è un componente del gruppo jazz rock inglese Colosseum, con i quali ha registrato gli album Daughter of Time (1970) e Tomorrow's Blues (2006). È stato anche, sempre nei primi anni '70, cantante degli Atomic Rooster, altro gruppo rock britannico.
Ha eseguito molte cover di Rolling Stones e Rod Stewart ed è il vocalist in tre canzoni dell'album Outrider (1988) di Jimmy Page.
Negli anni sessanta Farlowe era solito usare lo pseudonimo "Little Joe Cook" nei suoi lavori, per far credere di essere un cantante di colore.
In una formazione della sua band negli anni '60 ha militato un giovanissimo Carl Palmer.
Farlowe - che possiede uno showroom a Islington - si rifiutò di incidere la canzone Yesterday, propostagli dai The Beatles, successivamente portata all'enorme successo dagli stessi autori.

## Discografia
Con i Thunderbirds
- 1966 - Chris Farlowe & the Thunderbirds
- 1966 - 14 Things to Think About
- 1966 - The Art of Chris Farlowe
- 1968 - Tonite Lets All Make Love in London (colonna sonora)
- 1969 - The Last Goodbye

Con i Colosseum
- 1970 - Daughter of Time
- 1971 - Colosseum Live
- 1995 - Colosseum LiveS – The Reunion Concerts

Con gli Atomic Rooster
- 1972 - Made in England
- 1973 - Nice 'n' Greasy

Con la Chris Farlow Band
- 1975 - Chris Farlowe Band Live
- 1985 - Out of the Blue
- 1986 - The Live EP: Live in Hamburg
- 1986 - Born Again

Come solista
- 1992 - Farlowe: Waiting in the Wings
- 1993 - Chris Farlowe & Roy Herrington Live in Berlin
- 1995 - Lonesome Road
- 1996 - BBC in Concert
- 1996 - As Time Go By
- 1998 - The Voice
- 2001 - Glory Bound
- 2003 - Farlowe That!
- 2005 - Hungary For The Blues
- 2006 - At Rockpalast